# Ola By Rise
Ola By Rise (født 14. november 1960 i Trondheim, Norge) er en tidligere norsk fodboldspiller og senere -træner, der som målmand på Norges landshold deltog ved både OL i 1984 i Los Angeles og VM i 1994 i USA. I alt nåede han at spille 25 kampe for landsholdet, som han dog primært var tilknyttet som reservemålmand.
På klubplan spillede Rise hele sin karriere, fra 1977 til 1995 hos Rosenborg BK i sin fødeby. Her var han med til at vinde hele syv norske mesterskaber.
Rise har efter sit karrierestop fungeret som træner. Han var i en årrække assisterende træner i Rosenborg, som han i sæsonen 2004 desuden var cheftræner for. I 2006 blev han udnævnt til assistenttræner for det norske landshold, men stoppede da Drillo blev fyret i 2013.
Den 29. april 2014 meddelte den danske klub AGF, at den havde ansat Rise som hjælpetræner for Jesper Fredberg i forbindelse med de sidste fire kampe med henblik på at sikre overlevelse i Superligaen.